# Ilona Hubay
Ilona Hubay (* 1. Juli 1902 in Pécs; † 20. Juni 1982 in München) war eine ungarische, seit 1960 in Deutschland lebende Bibliothekarin und Inkunabel-Expertin.

## Leben
Nach ihrem Schulabschluss in Pécs studierte sie Kunstgeschichte an der Universität Budapest und wurde hier 1938 zum Dr. phil. promoviert. Sie arbeitete als Bibliothekarin in der Széchényi-Nationalbibliothek, wo sie für die Katalogisierung der Apponyi Sammlung zuständig war. 1945 wurde sie Oberbibliothekarin. 1951 deportierten sie die kommunistischen Behörden zusammen mit ihrer Mutter auf einen Bauernhof in der Nähe von Szeged. 1960 flüchtete sie aus Ungarn in die Bundesrepublik Deutschland. Hier arbeitete sie zunächst als Bibliothekarin an der Landesbibliothek Coburg. Von 1962 bis 1976 war sie im Auftrag der Generaldirektion der bayerischen staatlichen Bibliotheken mit der Verzeichnung der Inkunabeln (insbesondere Würzburg, Augsburg, Neuburg und Eichstätt) betraut.
Ilona Hubay wurde vor allem durch ihr Verzeichnis aller existierenden Exemplare der 42-zeiligen Gutenberg-Bibel bekannt: Die bekannten Exemplare der zweiundvierzigzeiligen Bibel und ihre Besitzer, das sie erstmals 1979 im Kommentarband zur Faksimile-Ausgabe des Berliner Exemplars vorlegte. Sie identifizierte 47 Stücke und ihre Besitzer. Seit der Veröffentlichung des Hubay-Verzeichnisses wurden zwei weitere Exemplare in Russland identifiziert. Heute wird das Verzeichnis durch den Incunabula Short Title Catalogue weitergeführt und aktualisiert.

## Werke
- Missalia hungarica. Régi magyar misekönyvek. Budapest 1938
- Magyar és magyar vonatkozású röplapok, újságlapok, röpiratok az OSZK-ban 1480–1718. Budapest 1948.
- Die Handschriften der Landesbibliothek Coburg. (Kataloge der Landesbibliothek Coburg 5) Coburg: Coburger Landesstiftung 1962
- Incunabula der Universitätsbibliothek Würzburg. Wiesbaden 1966
- Incunabula Eichstätter Bibliotheken. 1968
- Incunabula aus der Staatlichen Bibliothek Neuburg, Donau, in der Benediktinerabtei Ottobeuren. Ottobeuren 1970
- Incunabula der Staats- und Stadtbibliothek Augsburg. Wiesbaden: Harrassowitz 1974 (Inkunabelkataloge bayerischer Bibliotheken) ISBN 3-447-01597-7
- Die bekannten Exemplare der zweiundvierzigzeiligen Bibel und ihre Besitzer. In: W. Schmidt and F. A. Schmidt-Künsemüller (Hrsg.) Johannes Gutenbergs zweiundvierzigzeilige Bibel, Faksimile-Ausgabe nach dem Exemplar der Staatsbibliothek preußischer Kulturbesitz Berlin: Kommentarband. München 1979, S. 127–155